# Mairie-lavoir de Mailleroncourt-Saint-Pancras
La mairie-lavoir de Mailleroncourt-Saint-Pancras est une mairie-lavoir située sur la commune de Mailleroncourt-Saint-Pancras, dans le département de la Haute-Saône, en France.

## Historique
L'édifice est inscrit au titre des monuments historiques en 1986.